# Água Retorta (montanha)
Água Retorta é uma elevação portuguesa localizada no concelho da Povoação, ilha de São Miguel, arquipélago dos Açores.
Este acidente geológico tem o seu ponto mais elevado a 673 metros de altitude acima do nível do mar e encontra-se entre as localidades de Água Retorta e Faial da Terra, próxima da Fajã do Calhau.